# Innungskrankenkasse Niedersachsen
Die Innungskrankenkasse Niedersachsen – Kurzform IKK Niedersachsen – mit Sitz in Hannover wurde am 1. April 1996 aus 12 regionalen Innungskrankenkassen als Körperschaft des öffentlichen Rechts gegründet und war als Innungskrankenkasse ein deutscher Sozialversicherungsträger.
Geöffnet für das gesamte Bundesgebiet unterhielt sie ein Geschäftsstellennetz mit 46 Standorten in Niedersachsen. Eigenen Angaben zufolge betreute sie etwa 310.000 Versicherte und 35.000 Unternehmen (Stand: 19. Mai 2007).
Zum 1. April 2010 vereinigte sie sich kassenartübergreifend mit der AOK Niedersachsen.